# Maxime De Zutter
 (avril 2024).
 (septembre 2023).
Il peut être nécessaire de l'améliorer pour respecter le principe de neutralité de point de vue. 

 (septembre 2023).
Pour les articles homonymes, voir Zutter.
Maxime De Zutter, né en 1992, est un réalisateur et producteur belge,.

## Biographie
D'abord figurant dans des films tels que Rien à Déclarer, Un Plan Parfait ou encore Le Dernier Diamant, il apprend le métier de cinéaste en s'imprégnant des ambiances de plateaux, avant d'entamer des études de cinéma à Bruxelles.
En 2016, il se fait engager comme réalisateur à la RTBF (Radio Télévision Belge Francophone).
Fort de son expérience en télévision, il fonde en 2022 le label BiesseFilms, spécialisé dans la création de contenu à destination de la régie publicitaire. C'est grâce à ce label qu'il collabore notamment avec la Province du Hainaut, pour la réalisation d'une publicité pour le Canal du centre et l'ascenseur de Strépy-Thieu.
En mai 2023, il lance le tout premier talent show réalisé dans un Airbus A319, permettant à de nombreux artistes en tous genres de se produire devant un public installé dans un véritable avion.
En août 2023, il fonde le label AImation, studio spécialisé dans la création de films d'animation par intelligence artificielle. 
L'année 2024 restera marquée par le succès avec pas moins de 19 nominations internationales pour les studios AImation. Pékin, Londres, Tunis, Zambie et Malaga, où "Tembo And The Kingfisher" a remporté le prix du Meilleur Court-Métrage d'Animation au KidFestival.
Et ce n'est qu'un début ! En 2025, Maxime De Zutter a dévoilé un ambitieux plan d’expansion pour les studios, incluant le développement de spectacles mapping, le lancement d’une nouvelle gamme de merchandising, et surtout, la création d’une division dédiée au tourisme et au divertissement. 

## Filmographie

### Réalisateur
- 2012 : Le Cadeau
- 2012 : 93 Jours
- 2012 : Tant Que Le Loup N'y Est Pas
- 2014 : Balle de Match
- 2016-2018 : RTBF
- 2022 : Canal du centre (publicité télé)
- 2023 : Flylounge Talent Show (spectacles)
- 2023 : Oliver, Le Petit Écureuil
- 2023 : Greenie, Un Rêve de Tondeuse (Greenie, Over the Grass)
- 2024 : The Big Five
- 2024 : Tembo And The Kingfisher
- 2025 : Beyond The Marsh (en cours de production)
- 2025 : Lost Cities - Mapping a Vanished World (en cours de production)